# Краснозоринский сельсовет
Краснозоринский сельсовет — упразднённое сельское поселение в Новоалександровском районе Ставропольского края Российской Федерации.
Административный центр — посёлок Краснозоринский.

## История
Статус и границы сельского поселения установлены Законом Ставропольского края от 4 октября 2004 года № 88-кз «О наделении муниципальных образований Ставропольского края статусом городского, сельского поселения, городского округа, муниципального района».
С 1 мая 2017 года, в соответствии с Законом Ставропольского края от 14 апреля 2017 № 34-кз, все муниципальные образования Новоалександровского муниципального района (городское поселение город Новоалександровск, сельские поселения Горьковский сельсовет, Григорополисский сельсовет, станица Кармалиновская, Краснозоринский сельсовет, Красночервонный сельсовет, Присадовый сельсовет, Радужский сельсовет, Раздольненский сельсовет, станица Расшеватская, Светлинский сельсовет, Темижбекский сельсовет) были преобразованы, путём их объединения, в Новоалександровский городской округ.

## Население
| 1989  | 2002  | 2010  | 2011  | 2012  |
| ----- | ----- | ----- | ----- | ----- |
| 2069  | ↗2363 | ↗2540 | ↘2538 | ↗2568 |
| 2013  | 2014  | 2015  | 2016  | 2017  |
| ↗2581 | ↘2555 | ↘2536 | ↘2513 | ↗2519 |

## Состав сельского поселения
До упразднения Краснозоринского сельсовета в состав его территории входили 3 населённых пункта:
| № | Населённый пункт | Тип населённого пункта          | Население |
| - | ---------------- | ------------------------------- | --------- |
| 1 | Краснозоринский  | посёлок, административный центр | ↘1159     |
| 2 | Равнинный        | посёлок                         | ↘704      |
| 3 | Родионов         | хутор                           | ↘297      |